# Хабаров, Юрий Игнатьевич
Юрий Игнатьевич Хабаров (р. 23 июня 1955, Мончегорск, Мурманская область) — российский исполнитель авторской песни.

## Биография
Родился 23 июня 1955 года в городе Мончегорске Мурманской области. Авторской песней увлёкся ещё в школьные годы, активно слушал песни Юрия Визбора, Владимира Высоцкого, Александра Галича и других бардов, популярных в 60-70-е годы XX века. В 9-м классе освоил игру на шестиструнной гитаре, тогда же начинает выступать в составе ансамблей.
В 1979 году окончил Ленинградский институт водного транспорта (ныне Санкт-Петербургский государственный университет водных коммуникаций) и попал по распределению в Мурманск, где проработал полтора месяца в Рыбном порту. Затем был призван в Советскую армию в инженерные войска. Срочную службу проходил в Прибалтике, после демобилизации вернулся в Мурманск и устроился работать на предприятие «Арктикморнефтегазразведка», где дослужился до начальника оперативно-диспетчерского отдела.
Авторские песни на собственные стихи пишет с 1984 года. Написал более 200 песен. Играет на гитаре и баяне. Участник фестивалей в городах Сосновом Бору (1987), Архангельске (1987), Петрозаводске (1988) и в Грушинском фестивале (1988, 1990).
В конце 90-х — начале 2000-х работал на мурманской радиостанции «Радио МЭЛС».
В настоящее время проживает в Санкт-Петербурге. Занимается литературной деятельностью, даёт концерты.

## Дискография
- «Концерт в областной библиотеке Мурманска», Мурманск, 1999 г.
- «Кот в мешке» г. Кассель, Германия 2001 г.
- «Концерт в Донецке» 22 февраля 2002 г.
- «Скорая помощь» СТМ-rec, Москва, 2002 г.
- «Калининградский концерт», февраль 2004 г.
- «Прощание с летом», Мурманск, 2005 г.
- «Это было давно, это было вчера», Мурманск,2005 г.
- «Что спасет мир», Мурманск, 2005 г.
- «Свидание с Музой», Мурманск, 2005 г.

## Книги
- «Караван», Мурманское книжное издательство, 1992.
- «При содействии шести медных струн», Мурманск, 2005.